# Residenz von Kang Baiwan

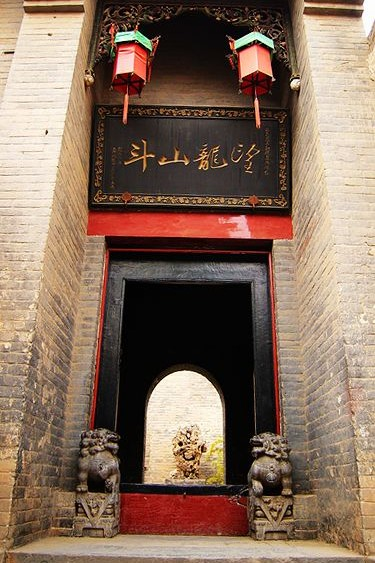

Die Residenz von Kang Baiwan (chinesisch 康百万庄园, Pinyin Kāng Bǎiwàn zhuāngyuán, englisch Kang Baiwan’s Mansions) ist das Landgut (chin. zhuangyuan) der Familie von Kang Baiwan aus der Zeit der Qing-Dynastie östlich von Luoyang unweitet des Gelben Flusses (Huang He). Die Gebäude stammen aus dem 17. und 18. Jahrhundert und sind eine für das Lößplateau typische befestigte Wohnanlage dieser Zeit.
Sie befinden sich auf dem Gebiet der kreisfreien Stadt Gongyi (巩义市), die zum Verwaltungsgebiet der bezirksfreien Stadt Zhengzhou, Provinz Henan, Volksrepublik China gehört. Die Anlage umfasst zusammen 39 Höfe und mehr als 1.300 Räume sowie 73 Höhlenhäuser auf einem Gebiet von insgesamt 64.300 Quadratmetern.
Zusammen mit den Landgütern der Familie Liu Wencai in der Provinz Sichuan und der Familie Mou in der Provinz Shandong ist es eines der Drei großen Landgüter Chinas (Quanguo san da zhuangyuan 全国三大庄园).
Die Residenz von Kang Baiwan steht seit 1963 auf der Liste der Denkmäler der Provinz Henan und seit 2001 auf der Liste der Denkmäler der Volksrepublik China (5-340).